# Regatul Iberia

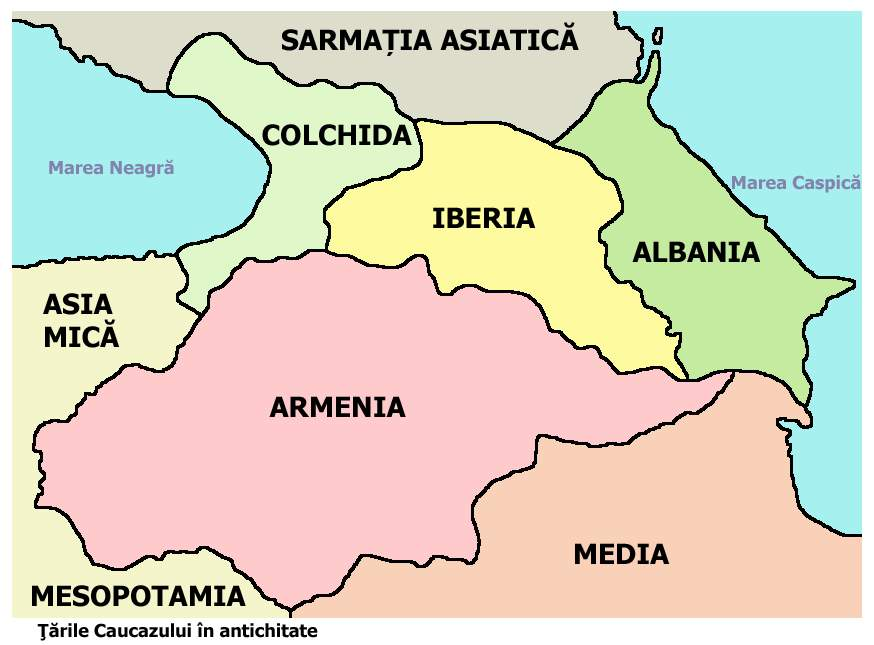
Ţări vechi din Caucaz: Armenia, Iberia, Colhida şi Albania

Iviria (იბერია) sau Iberia Orientală este numele dat de greci regatului georgian antic Kartli (sec IV -V î.Hr.), aflat în Caucaz aproximativ pe locul ocupat azi de republicile Georgia și Armenia.
Nu trebuie confundată cu Peninsula Iberică, unde se află Spania și Portugalia de astăzi.
În antichitate se folosea termenul de Iberia caucaziană, sau Iberia de răsărit, pentru a o distinge de Peninsula Iberică.
În Antichitate în acest spațiu de la răsărit de Marea Neagră au pătruns triburi galice și iberice, care au întemeiat o structură statală stabilă multe secole, apoi integrată în Imperiul Roman și a căror fapte de arme răsunătoare au impresionat încă în Evul Mediu.
Iberia devine Iviria în limbile popoarelor vecine, iar numele de Gallatia, devenit Galata, se regăsește în Turnul Galata, cartierul Galata (turc. Galatasaray) și la echipa de fotbal Galatasaray din Constantinopol, acum Istanbul.